# Središnja knjižnica za češku manjinu u Hrvatskoj
Središnja knjižnica za češku manjinu u Hrvatskoj (češki: Ústřední knihovna pro českou menšinu v republice Chorvatsko) u Daruvaru osnovana je 1991. godine, a od 2007. djeluje u okviru Pučke knjižnice i čitaonice Daruvar. Do 2007. godine i odluke Ministarstva kulture Republike Hrvatske o preseljenju knjižnica je djelovala u okiru bjelovarske Narodne knjižnice „Petar Preradović“. Knjižnica je preseljena u Daruvar zbog značajnog udjela pripadnika češke nacionalne manjine u ukupnom stanovništvu grada gdje Česi čine 21,36 % stanovništva. Prateći IFLA-ine smjernice za knjižnice u multikulturalnim zajednicama knjižnica djeluje i van sjedišta te kroz suradnju s civilnim sektorom radi na uključivanju zajednice u društveni život.